# Francesco Orsini di Virginio
Francesco Orsini (XVI secolo – Mantova, 18 luglio 1630) è stato un nobile e militare italiano.

## Biografia

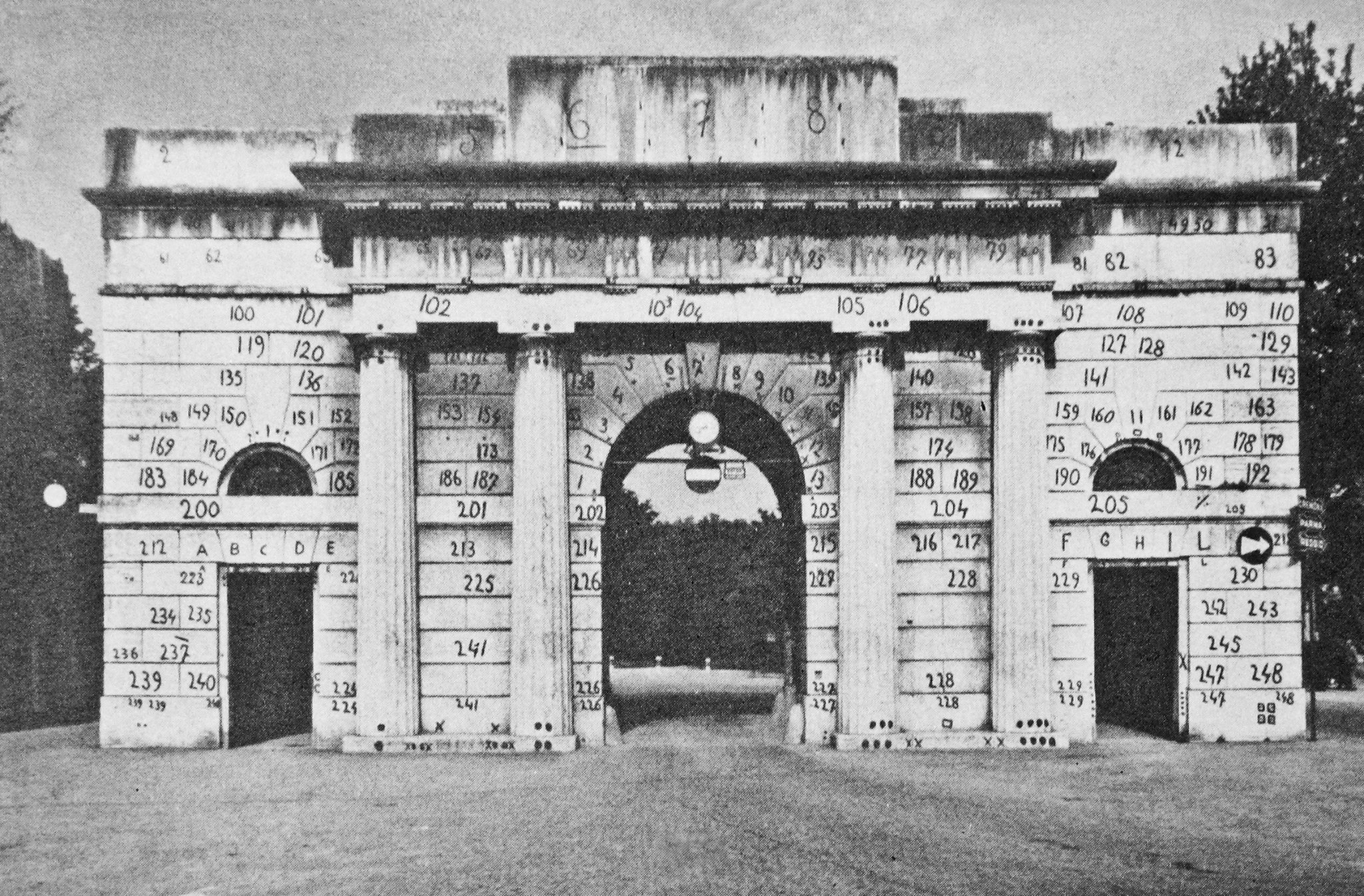
Mantova, Porta Pradella.

Era figlio di Virginio Orsini (1567-1596), signore di Selci e di Beatrice Vitelli (?-1605), figlia di Jacopo signore di Amatrice.
Gemello di Latino, fuggì da Roma con la famiglia dopo l'uccisione del padre nel 1596 e si mise al servizio della Repubblica di Venezia. Nel 1630 fu inviato in appoggio del duca di Mantova Carlo I di Gonzaga-Nevers assediato a Mantova dagli imperiali. Francesco riuscì a penetrare in città, ma durante gli scontri presso Porta Pradella rimase ucciso.